# Brephos illuminata
Brephos illuminata là một loài bướm đêm trong họ Noctuidae. Brephos illuminata là một phần của chi Brephos và họ ruồi đêm. Không có phân loài nào được liệt kê trong Danh mục sự sống.